# Ghosts Again
Ghosts Again ist ein Lied der britischen Band Depeche Mode. Es erschien im Februar 2023 vorab als erste Single des im Folgemonat erschienen 15. Studioalbums Memento Mori.

## Entstehung und Inhalt
Ghosts Again ist ein Midtempo-Synthiepop-Song mit einem ruhigeren Synthesizer-Intro. Er wurde von Richard Butler und Martin Gore geschrieben sowie von James Ford und Marta Salogni produziert. Es ist die erste Singleveröffentlichung nach dem Tod von Andrew Fletcher. Dave Gahan sagte, der Titel „finde die perfekte Balance zwischen Melancholie und Freude ein“. Martin Gore fügte hinzu, der Song habe für ihn „ein Upbeat-Gefühl“ und hob hervor, wie selten es sei, dass die Gruppe einen Song aufnehme, den er „nicht müde werde zu hören“. Vor dem Hintergrund von Fletchers Tod beschreibt der „reflektierende Midtempo-“ Synthiepop-Song den Eindruck der verbleibenden Bandmitglieder zu zwei Motiven des Todes: Der Zerbrechlichkeit des Lebens und der Möglichkeit eines Lebens nach dem Tod. Der Text beschreibt wie jedes Leben zu „ghosts again“, wieder zu Geistern, wird. Aber auch die Möglichkeit einer Wiederbegegnung als Geister wird nicht ausgeschlossen.

## Musikvideo
Regisseur des in Schwarzweiß gehaltenen Musikvideos war Anton Corbijn, mit dem die Band bereits seit vielen Jahren zusammenarbeitet. Es wurde bei YouTube über 23 Millionen Mal abgerufen (Stand: September 2023).

## Rezeption

### Chartplatzierungen
Ghosts Again konnte sich zwei Wochen in den deutschen Singlecharts platzieren und erreichte dabei in der Chartwoche vom 17. Februar 2023 Rang 28. Das Lied avancierte zum 52. Charthit der Band in Deutschland. In den deutschen Downloadcharts belegte das Lied in der Chartwoche vom 17. Februar 2023 die Chartspitze. In der Schweiz platzierte es sich ebenfalls eine Woche in den Top 100 und erreichte dabei am 19. Februar 2023 Rang 79. Hier ist es der 43. Charterfolg der Band.
| ChartsChartplatzierungen | Höchstplatzierung | Wochen |
| ------------------------ | ----------------- | ------ |
| Deutschland (GfK)        | 28 (3 Wo.)        | 3      |
| Schweiz (IFPI)           | 79 (1 Wo.)        | 1      |

### Auszeichnungen für Musikverkäufe
| Land/Region     | Auszeichnungen für Musikverkäufe (Land/Region, Auszeichnung, Verkäufe) | Verkäufe |
| --------------- | ---------------------------------------------------------------------- | -------- |
| Italien (FIMI)  | Gold                                                                   | 50.000   |
| Polen (ZPAV)    | Gold                                                                   | 25.000   |
| Ungarn (MAHASZ) | Gold                                                                   | 2.000    |
| Insgesamt       | 3× Gold ·                                                              | 77.000   |

Hauptartikel: Depeche Mode/Auszeichnungen für Musikverkäufe